# Ochánduri
Ochánduri es un municipio de la comunidad autónoma de La Rioja (España) situado sobre una ladera a orillas del río Tirón. En 2009 era el municipio con mayor deuda por habitante de España, debido a la inversión del pueblo en la planta de energía solar fotovoltaica sita en el mismo.

## Entorno geográfico
Limita al norte con los municipios de Treviana y Cuzcurrita de Río Tirón, al este con Baños de Rioja, al sur con Villalobar de Rioja y Herramélluri y al oeste con Leiva.
La localidad se encuentra entre los cerros Cuesta del Cortijo al noroeste y Cuesta de San Cristóbal al sureste.

## Historia
La primera cita documental de la localidad es de 1101. Pertenece a una donación en la que Sancha Vélez, en memoria de su marido Sancho Fortúnez y su hijo Martín Sánchez, cede al Monasterio de San Millán de la Cogolla cuanto poseía en Herramélluri y Oggaduri y el monasterio de San Andrés, próximo a Villanueva.
En 1160 el rey Sancho VI de Navarra, valiéndose de la minoría de edad de Alfonso VIII de Castilla, conquistó varias zonas de La Rioja, incluidas Logroño y Nájera, y donó a la iglesia de Santo Domingo de la Calzada la iglesia de San Miguel de Ilagardia de Ochánduri, tal vez en el punto en que hoy se eleva la ermita de la Virgen de Legarda.

## Topónimo
Su topónimo es de origen euskérico y se traduciría como 'villa de Ochanda' (antropónimo bien documentado; véase: torre de doña Ochanda en Vitoria y Ochandiano en Vizcaya).
La composición del nombre vendría de dada por otcho (otso en vascuence), andi (handia que significa gran) y por último uri (forma antigua para sitio/ ciudad). Por lo tanto podría traducirse a ciudad del gran lobo.

## Geografía humana

### Demografía
Cuenta con una población de 82 habitantes (INE 2024).
| Gráfica de evolución demográfica de Ochánduri entre 1842 y 2021                                                       |
| |
| Población de derecho según los censos de población del INE. Población de hecho según los censos de población del INE. |

## Administración
| Periodo   | Nombre                        | Partido                 |
| --------- | ----------------------------- | ----------------------- |
| 1979-1983 | Miguel Del Pozo De La Iglesia | Agrupación de electores |
| 1983-1987 | Elías Marrón Ruiz             | PSOE                    |
| 1987-1991 | Elías Marrón Ruiz             | PSOE                    |
| 1991-1995 | Elías Marrón Ruiz             | PSOE                    |
| 1995-1999 | Elías Marrón Ruiz             | PSOE                    |
| 1999-2003 | Pascual Ugarte Marrón         | PP                      |
| 2003-2007 | Pascual Ugarte Marrón         | PP                      |
| 2007-2011 | Pascual Ugarte Marrón         | PP                      |
| 2011-2015 | Pascual Ugarte Marrón         | PP                      |
| 2015-2019 | Pascual Ugarte Marrón         | PP                      |
| 2019-2023 | Pascual Ugarte Marrón         | PP                      |
| 2023-act. | Pascual Ugarte Marrón         | PP                      |

## Lugares de interés

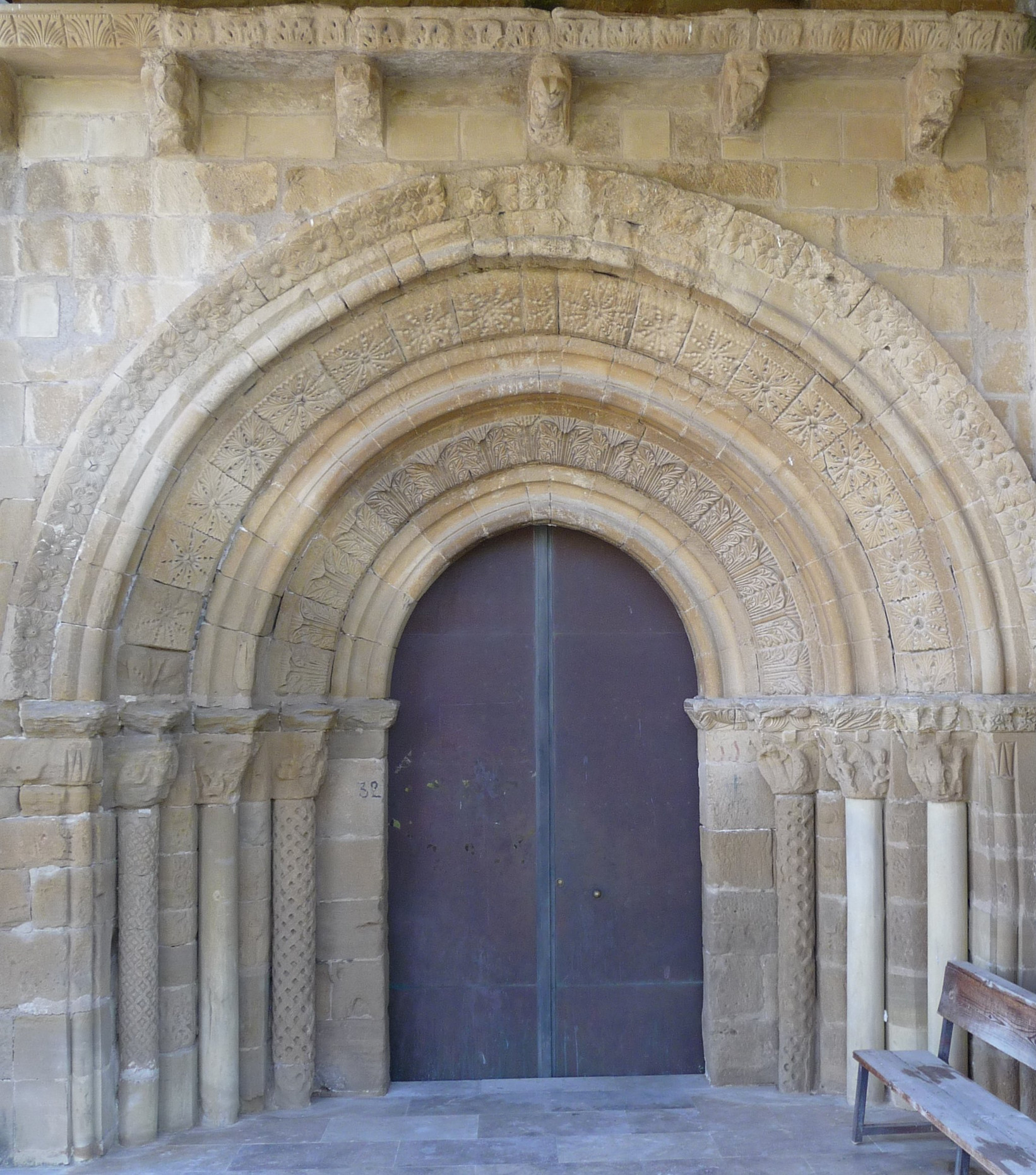
Portada Iglesia de la Concepción.

### Edificios y monumentos

#### Iglesia de la Concepción
La iglesia parroquial de Santa María de la Concepción, es románica de finales del siglo XII o comienzos del XIII. Muy similar a la iglesia de El Salvador de la localidad de Tirgo.
Cuenta con ábside semicircular con cuatro columnas contrafuerte y una sola ventana, cubierto con bóveda de horno apuntada.
Nave de tres tramos cubierta originalmente con madera, desde el siglo XVI con bóveda de crucería.
La portada es muy valiosa, con cinco archivoltas, tres de ellas con medias cañas y baquetón.

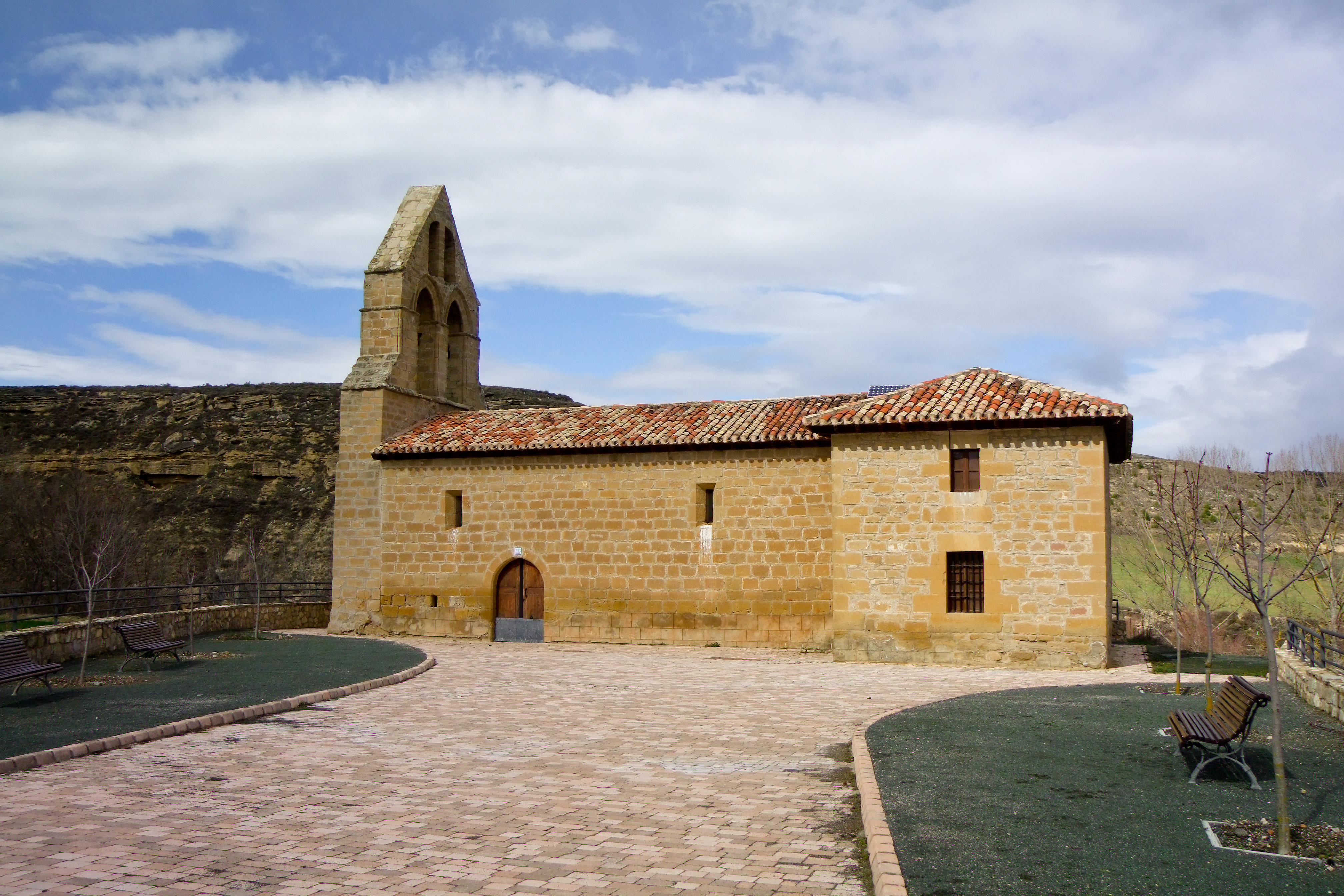
Ermita de Nuestra Señora de Legarda.

#### Ermita de la Virgen de Legarda
Se encuentra a un kilómetro de la localidad. Cuenta con una esbelta espadaña. Junto a ella existió una población en época medieval.

## Fanega solar

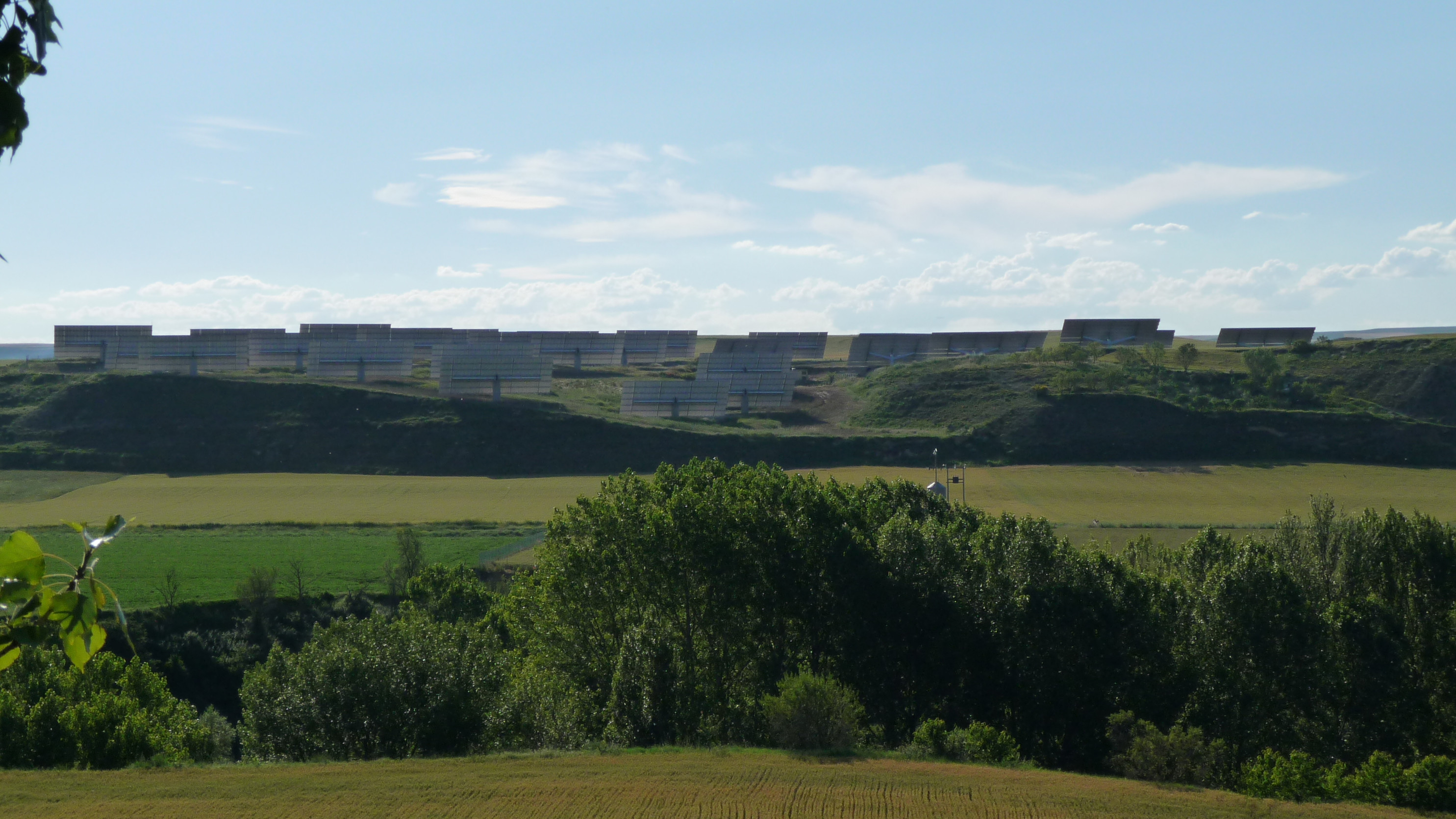
Fanega solar.

La localidad cuenta con una instalación de placas solares gestionada por la asociación "Fanega Solar" en la que participa la mayoría de los vecinos. Produce 600 kW nominales que suministra a Iberdrola desde el 5 de diciembre de 2007. En 2008 recibió el Premio Sol y Paz a la labor solidaria, otorgado por la Fundación Tierra y el Parque de las Ciencias de Granada, «por ser una curiosa forma de dar nueva vida a la economía rural y convertir a sus moradoras, pastores, agricultores, etc. en propietarios de una 'huerta solar' autogestionada, de 700 kWp, luchando contra los gigantes financieros y convirtiendo un bello punto de la Rioja en un santuario solar del pueblo».

## Fiestas Locales
- 15 de mayo festividad de San Isidro.
- Tercer fin de semana de agosto, Nuestra Señora de Legarda y Acción de Gracias. Todos los años desde 2012 el sábado de estas fiestas se organizan unos conciertos punk-rock llamados OchanduRock.